# Jazzaldia
Фестиваль джаза в Сан-Себастьяне (исп. Festival de Jazz de San Sebastián; спонсорское название — Heineken Jazzaldia) — пятидневный джазовый фестиваль, с 1966 года ежегодно проводимый в третью неделю июля в Сан-Себастьяне.  
В рамках мероприятия проводится около сотни концертов, платных и бесплатных, в помещениях и под открытым небом. Особенной популярностью пользуются концерты на пляже Сурриола и на площади дворца конгрессов «Курсааль». В 2016 году фестиваль посетили более 175 тысяч зрителей.
Среди многих других исполнителей на фестивале в различные годы выступали Чарльз Мингус, Элла Фицджеральд, Оскар Питерсон, Диззи Гиллеспи, Дейвис Майлс, Декстер Гордон, Арт Блэйки, Рэй Чарльз, Сара Воан, Стэн Гетц, Дональд Юджин Черри, Орнетт Коулман, Джерри Маллиган, Чарльз Мингус, Weather Report, Хэнк Джонс, Сонни Роллинз, Маккой Тайнер, Уинтон Марсалис, Би Би Кинг, Дайана Кролл, Ван Моррисон, Лайза Миннелли, Пат Метини, Херби Хэнкок, Чик Кориа и Кит Джарретт.
Первый фестиваль состоялся 10 и 11 сентября 1966 года, со следующего года проводился в июле (традиция сохраняется и по сей день). Образовался как международный конкурс музыкантов-любителей и долгое время был для них лучшим способом заявить о себе; единственным признанным профессионалом на фестивале был в то время Мики Бейкер.   